# Zločini proti človeštvu v komunizmu
Zločini proti človeštvu v komunizmu, kot so prisilne deportacije, množični poboji, mučenje, prisilna izginotja, izvensodne usmrtitve, teror,  etnično čiščenje, zasužnjevanje in namerno stradanje ljudi, tj. med holodomorjem in velikim preskokom, so se dogajali skozi 20. stoletje. Takšni dogodki so bili opisani kot zločini proti človeštvu.              
V Praški deklaraciji o evropski vesti in komunizmu iz leta 2008 je navedeno, da je treba zločine, ki so bili storjeni v komunizmu, oceniti kot zločine proti človeštvu. Za te zločine je bilo sojeno zelo malo ljudem, čeprav je vlada Kambodže preganjala nekdanje pripadnike Rdečih Kmerov ter jih obsodila na dosmrtni zapor, sodišče Etiopije je nekdanjega diktatorja Mengista Marjama v izgnanstvu obsodilo na dosmrtno ječo, čeprav še danes živi v izgnanstvu, vlade Estonije, Latvije in Litve pa so sprejele zakone, ki so privedli do pregona več storilcev za njihove zločine proti baltskim narodom. Sodili so jim za zločine, ki so jih zagrešili med okupacijo baltskih držav v letih 1940 in 1941 ter za zločine, ki so jih zagrešili med sovjetsko ponovno okupacijo teh držav, ki so se zgodili po drugi svetovni vojni. Sojenja so potekala tudi za napade, ki jih je Ljudski komisariat za notranje zadeve (NKVD) izvedel proti gozdnim bratom.

## Ljudska republika Kitajska

### V času Maa Cetunga
Mao Cetung je bil predsednik Kitajske komunistične stranke (KPK), ki je prevzela nadzor nad Kitajsko leta 1949, kar je obdržala do Maove smrti septembra 1976. V času njegovega vladanja je bilo storjenih veliko število množičnih usmrtitev, aretacij, preganjanj, uničevanj in velika mučenja ljudi. V tem času je sprožil več reformnih prizadevanj, med katerimi sta bila najbolj opažena Veliki preskok naprej in Kulturna Revolucija. Januarja 1958 je Mao začel s prvim petletnim načrtom, katerega zadnji del je bil znan kot Veliki skok naprej. Načrt naj bi pospešil proizvodnjo in težko industrijo kot dopolnilo gospodarski rasti, podobno sovjetskemu načinu, in odločilni dejavnik Maove kitajske marksistične politike. Mao je leta 1958 preživel deset mesecev na turneji po državi, da bi pridobil podporo za Veliki skok naprej in pregledal napredek, ki je bil že dosežen. To je pomenilo ponižanje, javno kaznovanje in mučenje vseh, ki so dvomili o skoku. Petletni načrt je najprej uvedel delitev kmečkih skupnosti na občine. Kitajski nacionalni program za kmetijski razvoj (NPAD) je začel pospeševati svoje načrte za industrijsko in kmetijsko proizvodnjo v državah. Načrti priprave so bili sprva uspešni, saj je Veliki skok naprej razdelil kitajsko delovno silo in proizvodnja se je za kratek čas povečala.
Sčasoma so načrtovalci CCP razvili še bolj ambiciozne cilje, kot je zamenjava osnutka načrtov za leto 1962 s tistimi za leto 1967, industrije pa so razvile ozka grla pri dobavi, vendar niso mogle zadostiti zahtevam rasti. Hiter industrijski razvoj je spremljal porast mestnega prebivalstva. Zaradi pospeševanja kolektivizacije, proizvodnje težke industrije in stagnacije kmetijske industrije, ki ni sledila zahtevam rasti prebivalstva v kombinaciji z letom (1959) neugodnega vremena na kmetijskih območjih, je bilo le 170 milijonov ton žita proizvedeno, precej pod dejansko količino žita, ki jo je prebivalstvo potrebovalo. Sledila je množična lakota, ki se je še poslabšala do leta 1960, ko je bilo pridelanih le 144 milijonov ton žita, kar je bilo skupaj 26 milijonov ton manj od celotne količine žita, pridelanega leta 1959. Vlada je uvedla racionalizacijo, vendar se ocenjuje, da je med letoma 1958 in 1962 najmanj 10 milijonov ljudi umrlo zaradi velike kitajske lakote. Lakota ni ostala neopažena in Mao se je popolnoma zavedal velike lakote, ki je preplavila podeželje, vendar je namesto, da bi poskušal odpraviti problem, zanj krivil protirevolucionarje, ki naj bi skrivali in delili žito. Mao se je celo simbolično odločil, da se bo vzdržal uživanja mesa v čast trpečim. 
Zaradi razširjene lakote po vsej državi je bilo veliko poročil o človeškem kanibalizmu in drugih nečloveških dejanjih, vključno s tistim o kmetu iz Hunana, ki je bil prisiljen ubiti in pojesti svojega otroka. Ko so ga vprašali o tem, je rekel, da je to storil "iz usmiljenja". Prvotna ocena končnega števila smrtnih žrtev je bila od 15 do 40 milijonov. Po besedah Franka Dikötterja, profesorja humanistike na Univerzi v Hongkongu in avtorja Maove velike lakote, knjige, ki podrobno opisuje Veliki skok naprej in posledice močnega oboroženega izvajanja gospodarske reforme, je skupno število ljudi, ki so bili ubiti v lakoti, ki je trajala od 1958 do 1962, je dosegla več kot 45 milijonov. Od tistih, ki so bili ubiti v lakoti, jih je vlada pogosto najprej mučila in nato predčasno ubila, 2 % jih je storilo samomor in 5 % jih je umrlo v Maovih delovnih koncentracijskih taboriščih, ki so bila zgrajena za zadrževanje tistih, ki so trpeli v lakoti in so bili označeni kot "sovražniki ljudstva". V članku za The New York Times Dikötter omenja tudi stroge kazni za manjše prekrške, kot je živ pokop ljudi zaradi kraje peščice žita ali izgube klasja in žigosanja zaradi izkopavanja krompirja. Dikotter je povedal, da je Mao na izvršnem sestanku leta 1959 izrazil apatijo glede vsesplošnega trpljenja in izjavil: "Kadar ni dovolj hrane, ljudje umrejo od lakote. Bolje je pustiti, da polovica ljudi umre, kot pa da bodo drugi lahko preživeli." Anthony Garnaut pojasnjuje, da je Dikötterjeva interpretacija Maovega citata "Bolje je pustiti polovico ljudi umreti, kot da druga polovica preživi" ne samo, da ignorira bistvene komentarje konference drugih znanstvenikov in več njenih ključnih udeležencev, ampak kljubuje zelo jasnemu besedilu arhivskega dokumenta, ki ga ima v lasti, na katerem obesi svojo zadevo.

## Sovjetska zveza
V Sovjetski zvezi so bile človekove pravice zelo omejene. Največ zločinov proti človeštvu se je zgodilo v prvih 36 letih obstoja države, ko sta oblast vodila njen ustanovitelj Vladimir Lenin in njegov naslednik Josif Stalin. Prva leta po oktobrski revoluciji in ustanovitvi so Sovjetsko državo zaznamovali Leninov Rdeči teror, v katerem so boljševiki pobili več ljudi in političnih nasprotnikov, lakota v Sovjetski državljanski vojni, kjer je umrlo okrog 3 milijone ljudi, ter upori v Kronstadtu in v Tambovu. Ko je Lenin leta 1924 umrl, je na oblast prišel Stalin in kmalu zatem začel s čistkami. Stalinova vladavina je zaznamovala velika preganjanja, javne usmrtitve, poboje ter sužnejska dela v raznih koncentracijskih taboriščih kot npr. Gulag. V tridesetih letih so komunisti v Ukrajini na Stalinov ukaz izvedli tudi veliko sovjetsko lakoto, v kateri je umrlo okrog 4 milijone ljudi. Ko je Stalin leta 1953 umrl, je na oblast prišel Nikita Hruščov, ki je nato s svojimi sodelavci sprejel malo manj zatiralsko politiko. V poznejših letih so Sovjetsko državo zaznamovale veliko manjše kršitve človekovih pravic, s tem pa so bile tudi manj omejene, vendar pa so bila tudi obdobja, ko so se zgodile tudi večje kršitve, kot npr. leta 1961, ko je Hruščova politika povečala sovjetsko propagando za preganjanje cerkve vernikov. Najmanjše kršitve proti človeštvu, pri čemer so bile človekove pravice vedno manj omejene, so bile v zadnjih letih Sovjetske države, ko je oblast vodil njen zadnji voditelj Mihail Gorbačev.

## Kambodža
Znanstveniki menijo, da je bil kamboški genocid, ki so ga izvedli Rdeči Kmeri pod vodstvom Pol Pota v tako imenovanih Poljih ubijanja, velik zločin proti človeštvu. V štirih letih vladanja je bil komunistični režim Pol Pota odgovoren za smrt približno 2 milijonov ljudi zaradi stradanja, izčrpanosti, usmrtitve, mučenja, pomanjkanja zdravstvene oskrbe kot posledica eksperimenta komunistične utopije. Pravni znanstveniki Antoine Garapon in David Boyle, sociolog Michael Mann in profesor politologije Jacques Sémelin verjamejo, da je dejanja Komunistične partije Kampučije najbolje opisati kot zločin proti človeštvu in ne kot genocid. Vendar pa so od leta 2018 Rdeče Kmere razglasili za krivce za genocid nad muslimansko manjšino Cham in Vietnamci.
Leta 1997 so sopredsedniki vlad Kambodže poiskali pomoč pri Združenih narodih pri iskanju pravice za zločine, ki so jih zagrešili komunisti v letih od 1975 do 1979. Junija 1997 je bil Pol Pot ujet med notranjim bojem za oblast znotraj Rdečih Kmerov in ponudil mednarodni skupnosti. Vendar nobena država ni bila pripravljena zahtevati njegove izročitve. Politike, ki so jih sprejeli Rdeči Kmeri, so privedle do smrti ene četrtine Kambodžskega prebivalstva v samo štirih letih.

## Severna Koreja
Raven človekovih pravic v Severni Koreji se šteje za najslabšega na svetu, zaradi česar je bil globalno obsojen, skupine in organizacije kot so Združeni narodi, Evropska unija, Human Rights Watch, pa so vse bolj kritične do stanja v državi. Leta 2010 so trije prebežniki iz zaporniških taborišč v Severni Koreji s pomočjo Državljanske koalicije za človekove pravice ugrabljenih in severnokorejskih prebežnikov neuspešno poskušale pripeljati takratnega severnokorejskega voditelja Kima Džong-ila pred sodišče. Decembra istega leta so v Haagu vložili obtožnico. Skupina nevladnih organizacij Christian Solidarity Worldwide je izjavila, da se zdi, da je sistem severnokorejskih zaporniških taborišč zasnovan posebej za pobijanje velikega števila ljudi, ki so označeni kot sovražniki ali imajo drugačno politično prepričanje. International Coalition to Stop Crimes Against Humanity in North Korea (ICNK) ocenjuje, da v koncentracijskih taboriščih v Severni Koreji letno umre okrog 10.000 ljudi.

## Etiopija
Po prihodu Mengista Marjama na oblast v Etiopiji je njegova vlada, imenovana Derg, sprožila etiopski rdeči teror, kjer so tako kot v sovjetskem rdečem terorju, tudi v tem terorju komunisti aretirali in pobijali ljudi. V javnem govoru aprila 1977 je Mengitsu vzkliknil "Smrt protirevolucionarjem! Smrt EPRP!"  in nato izdelal tri steklenice, napolnjene z rdečo tekočino, ki je simbolizirala kri imperialistov in kontrarevolucionarjev, ter jih vrgel na tla, da so se razbila, da bi s tem pokazal, kaj bo revolucija storila svojim sovražnikom. V naslednjih mesecih se je na ulicah etiopske prestolnice in drugih mest prikazalo na tisoče mrtvih mladih moških in žensk. Sistematično jih je ubijala predvsem milica, povezana s kebelesi, sosedskimi nadzornimi odbori, ki so v času Mengistujeve vladavine služili kot najnižje enote lokalne uprave in varnostnega nadzora. Družine so morale kebeljem plačati davek, znan kot "zapravljena krogla", da so lahko pridobili trupla svojih najdražjih. Vlada Derg je sprožila tudi več politik, ki so leta 1983 privedle do katastrofalne etiopske lakote, ki je zahtevala več tisoč smrtnih žrtev. Ta lakota je bila glavni dogodek, ki je pritegnila največ pozornosti etiopskemu komunizmu. Mengistu Marjam naj bi lastnoročno pobijal politične nasprotnike.

## Kuba
Človekove pravice na Kubi so pod drobnogledom zahodnih organizacij za človekove pravice, ki kubansko komunistično vlado obtožujejo sistematičnega kršenja človekovih pravic kubanskega ljudstva, vključno s samovoljnim zaporom in nepoštenimi sojenjem. Mednarodne organizacije za človekove pravice, kot sta Amnesty International in Human Rights Watch, so opozorile na dejanja gibanja za človekove pravice in imenovale njegove člane za zapornike vesti, kot je Óscar Elías Biscet. V času vladanja kubanskega diktatorja Fidela Castra naj bi njegova politika povzročila smrt več kot 40.000 ljudi.

## Romunija
Romunski predsednik Traian Băsescu je v govoru pred romunskim parlamentom izjavil, da je zločinski in nelegitimni nekdanji komunistični režim zagrešil številne množične kršitve človekovih pravic in zločine proti človeštvu, pri čemer je med letoma 1945 in 1989 ubil in preganjal kar dva milijona ljudi. Govor je temeljil na 660-stranskem poročilu predsedniške komisije, ki jo vodi Vladimir Tisăneanu, profesor na univerzi v Marylandu. Poročilo je tudi navedlo, da je režim iztrebil ljudi z atentati in deportacijo sto tisoč ljudi" in izpostavil tudi eksperiment Pitești.
Gheorghe Boldur-Lățescu je tudi izjavil, da je bil poskus Pitești zločin proti človeštvu, medtem ko ga je Dennis Deletant opisal kot "poskus groteskne izvirnosti ... [ki] uporablja tehnike zlorabe, ki so bile ne le za vzbujanje terorja v nasprotnike režima, ampak tudi za uničenje posameznikove osebnosti. Narava in obsežnost eksperimenta ... sta Romunijo ločila od drugih vzhodnoevropskih režimov."

## Socialistična federativna republika Jugoslavija
Dominic McGoldrick je zapisal, da je Josip Broz Tito kot vodja zelo centralizirane in zatiralske diktature imel v Jugoslaviji ogromno moč, s svojo diktatorsko vladavino, ki jo je upravljala dodelana birokracija, ki je rutinsko zatirala človekove pravice. Glavne žrtve te represije so bili v prvih letih znani in domnevni stalinisti, kot sta Dragoslav Mihailović in Dragoljub Mićunović, v naslednjih letih pa so bili aretirani celo nekateri najvidnejši Titovi sodlevaci. 19. novembra 1956 so zaradi kritik Titovega režima aretirali Milovana Đilasa, morda najbližjega Titovega sodelavca, ki je veljal za možnega Titovega naslednika. Množična represija ni izključila intelektualcev in pisateljev, kot je Venko Markovski, ki je bil januarja 1956 aretiran in poslan v zapor zaradi pisanja pesmi, ki so veljale za antititoistične. Tito je po drugi svetovni vojni izvedel dramatično krvavo represijo ter številne množične poboje in druge zločine nad civilisti, domobranci in vojnimi ujetniki. Zgodovinar in avtor Victor Sebastyan je obenem zapisal, da je bil Tito enako krut kot Stalin.
Titova Jugoslavija je ostala strogo nadzorovana policijska država. Po besedah publicista Davida Matesa je imela Jugoslavija zunaj Sovjetske zveze več političnih nasprotnikov kot vsa preostala vzhodna Evropa skupaj. Titova tajna policija je nastala po vzoru sovjetske policijske službe KGB. Njeni člani so bili vedno prisotni in so pogosto delovali zunajsodno, med največ žrtvami pa je bilo največ intelektualcev srednjega razreda, liberalcov, demokratov, vernikov, poslovnežev, podjetnikov in drugih civilistov. Jugoslavija je bila podpisnica Mednarodnega pakta o državljanskih in političnih pravicah, vendar so bile nekatere njegove določbe premalo upoštevane.

## Sojenja
Za kršitve človekovih pravic in druge zločine proti človeštvu, ki so jih storili komunistični diktatorji in njihovi sodelavci, je bilo sojeno zelo malo ljudem. Leta 1998 je bil nekdanji kambodški komunistični diktator Pol Pot pridržan v priporu, vendar je kmalu umrl, pozneje pa je kambodška vlada sodila več pripadnikom Rdečih Kmerov ter jih zaradi zločinov proti človeštvu in genocida za kambodžani obsodila na dosmrtno ječo. Romunski komunistični diktator Nicolae Ceaușescu je bil po padcu komunizma leta 1989 aretiran na vojaškem sodišču, kjer je bil zaradi genocida nad Romuni in zločinov proti človeštvu obsojen na smrtno kazen. Na dan izreka obsodbe je bil tudi usmrčen, na strelskem vodu. Nekdanji etiopski komunistični diktator Mengistu Hajle Marjam je bil leta 2007 na etiopskem sodišču zaradi genocida nad Etiopci obsojen na dosmrtno ječo. A ker je še pred začetkom sojenja pobegnil v Zimbabve, do danes živi v izgnanstvu. Nemški komunistični diktator Erich Honecker je bil leta 1989 po padcu komunizma aretiran in pridržan na nemškem sodišču, kjer so mu sodili zaradi velikih kršitev človekovih pravic. Med sojenjem je hudo zbolel, zaradi česar so ga leta 1993 izpustili iz pripora, saj se je domnevalo, da najvrjetneje ne bo preživel konca sojenja. Umrl je eno leto po izpustitvi. Bolgarski komunistični diktator Todor Živkov je bil leta 1989 po padcu komunizma pridržan na sodišču, kjer so mu sodili zaradi kršitev človekovih pravic. Obsojen je bil na 7 let zaporne kazni, a je kmalu zbolel, zaradi česar je bila njegova kazen spremenjena v hišni pripor, od koder je bil predčasno izpuščen. Vlade Estonije, Latvije in Litve pa so sprejele zakone, ki so privedli do pregona več storilcev za njihove zločine proti baltskim narodom. Sodili so jim za zločine, ki so jih zagrešili med okupacijo baltskih držav v letih 1940 in 1941 ter za zločine, ki so jih zagrešili med sovjetsko ponovno okupacijo teh držav, ki so se zgodili po drugi svetovni vojni. 